# Транспорт Куби
Транспорт Куби представлений автомобільним , залізничним , повітряним , водним (морським і річковим) , у населених пунктах  та у міжміському сполученні діє громадський транспорт пасажирських перевезень. Площа країни дорівнює 110,860 км² (106-те місце у світі). Форма території країни — видовжена в широтному напрямку; максимальна дистанція з півночі на південь — 217 км, зі сходу на захід — 1221 км. Географічне положення Куби дозволяє контролювати морські транспортні шляхи між акваторіями Карибського моря, Мексиканської затоки та північної частини Атлантики (Юкатанська, Флоридська та Навітряна протоки); повітряне сполучення між Північною та Південною Америками.

## Автомобільний
Загальна довжина автошляхів на Кубі, станом на 2001 рік, дорівнює 60,858 км, з яких 29,820 км із твердим покриттям (639 км швидкісних автомагістралей) із твердим покриттям і 31,038 км без нього (68-ме місце у світі).

## Залізничний

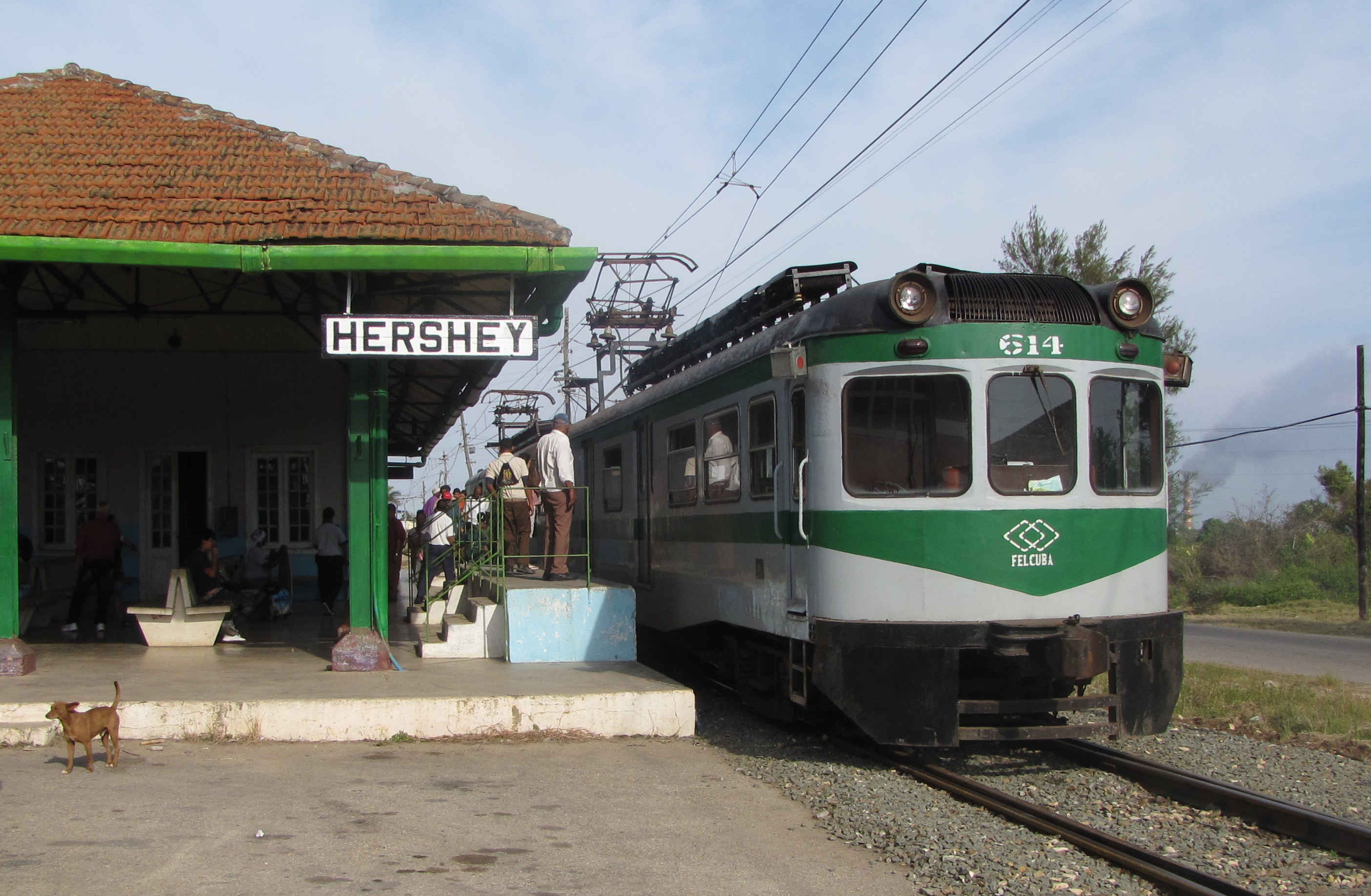
Електрична залізниця Hershey

Загальна довжина залізничних колій країни, станом на 2014 рік, становила 8,285 км (25-те місце у світі), з яких 8,125 км стандартної 1435-мм колії (105 км електрифіковано), 160 км вузької 1000-мм колії. 82-км ділянка стандартної колії не призначена для громадського користування.

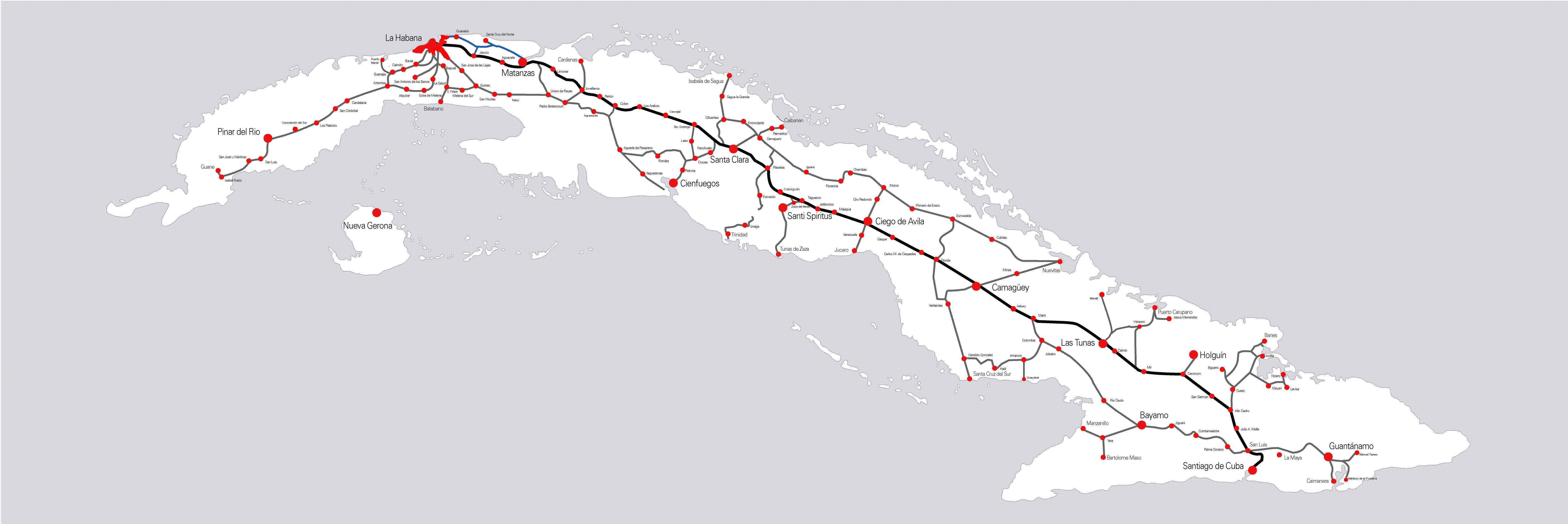
Карта-схема кубинських залізниць

## Повітряний
У країні, станом на 2013 рік, діє 133 аеропорти (43-тє місце у світі), з них 64 із твердим покриттям злітно-посадкових смуг і 69 із ґрунтовим. Аеропорти країни за довжиною злітно-посадкових смуг розподіляються наступним чином (у дужках окремо кількість без твердого покриття):
- довші за 10 тис. футів (>3047 м) — 7 (0);
- від 10 тис. до 8 тис. футів (3047-2438 м) — 10 (0);
- від 8 тис. до 5 тис. футів (2437—1524 м) — 16 (0);
- від 5 тис. до 3 тис. футів (1523—914 м) — 4 (11);
- коротші за 3 тис. футів (<914 м) — 27 (58)[1].

У країні, станом на 2015 рік, зареєстровано 3 авіапідприємства, які оперують 18 повітряними суднами. За 2015 рік загальний пасажирообіг на внутрішніх і міжнародних рейсах становив 1,294,458 осіб. За 2015 рік повітряним транспортом було перевезено 20,919,645 тонно-кілометрів вантажів (без врахування багажу пасажирів).
Куба є членом Міжнародної організації цивільної авіації (ICAO). Згідно зі статтею 20 Чиказької конвенції про міжнародну цивільну авіацію 1944 року, Міжнародна організація цивільної авіації для повітряних суден країни, станом на 2016 рік, закріпила реєстраційний префікс — CU, заснований на радіопозивних, виділених Міжнародним союзом електрозв'язку (ITU). Аеропорти Куби мають літерний код ІКАО, що починається з — MU.

## Водний

### Морський
Головні морські порти країни: Антілья, Сьєнфуегос, Гуантанамо, Гавана, Матансас, Маріель, Нуевітас-Бей, Сантьяго-де-Куба.
Морський торговий флот країни, станом на 2010 рік, складався з 3 морських суден з тоннажем більшим за 1 тис. реєстрових тонн (GRT) кожне (135-те місце у світі), з яких: суховантажів — 1, пасажирських суден — 1, рефрижераторів — 1.
Станом на 2010 рік, кількість морських торгових суден, зареєстрованих під прапорами інших країн — 5 (Кюрасао — 1, Панами — 2, невстановленої приналежності — 2).

### Річковий
Загальна довжина судноплавних ділянок річок (переважно лише в гирлах) і водних шляхів, доступних для суден з дедвейтом понад 500 тонн, 2011 року становила 240 км (94-те місце у світі).

## Трубопровідний
Загальна довжина газогонів на Кубі, станом на 2013 рік, становила 41 км; нафтогонів — 230 км.

## Державне управління
Держава здійснює управління транспортною інфраструктурою країни через міністерство транспорту. Станом на 24 січня 2017 року міністерство в уряді Рауля Кастро Руса очолювала Адель Ізквіердо Родрігес.

### Українською
- Атлас. 10-11 клас. Економічна і соціальна географія світу / упорядники :  О. Я. Скуратович, Н. І. Чанцева. — К. : ДНВП «Картографія», 2010. — ISBN 978-966-475-639-3.
- Атлас світу / голов. ред. І. С. Руденко ; зав. ред. В. В. Радченко ; відп. ред. О. В. Вакуленко. — К. : ДНВП «Картографія», 2005. — 336 с. — ISBN 9666315467.
- Безуглий В. В. Економічна і соціальна географія зарубіжних країн : Навчальний посібник. — К. : ВЦ «Академія», 2007. — 704 с. — ISBN 978-966-580-239-6.
- Безуглий В. В., Козинець С. В. Регіональна економічна і соціальна географія світу : Навчальний посібник. — видання 2-ге, доп., перероб. — К. : ВЦ «Академія», 2007. — 688 с. — ISBN 966-580-144-9.
- Головченко В., Кравчук О. Країнознавство: Азія, Африка, Латинська Америка, Австралія і Океанія. — К., 2006. — 335 с. — ISBN 966-8939-04-2.
- Дахно І. І. Країни світу: Енциклопедичний довідник / І. І. Дахно, С. М. Тимофієв. — К. : Мапа, 2011. — 606 с. — (Бібліотека нового українця) — ISBN 978-966-8804-23-6.
- Дахно І. І. Економічна географія зарубіжних країн : навчальний посібник. — К. : Центр учбової літератури, 2014. — 319 с. — ISBN 978-611-01-0682-5.
- Дорошенко В. І. Географія транспорту : Навчальний посібник / В. І. Дорошенко, К. Д. Діденко. — К. : Київський нац. ун-т ім. Т. Шевченка, 2010. — 183 с. — ISBN 978-966-439-329-1.
- Дубович І. А. Країнознавчий словник-довідник. — 5-те вид., перероб. і доп. — К. : Знання, 2008. — 839 с. — ISBN 978-966-346-330-8.
- Економічна і соціальна географія країн світу : Навчальний посібник / За ред. С. П. Кузика. — Л. : Світ, 2002. — 672 с. — ISBN 966-603-178-7.
- Зарубіжна транспортна географія : навчальний посібник / уклад. : Петрашевський О. Л. и др. — К. : Національний транспортний університет, 2015. — 95 с. — ISBN 978-966-632-227-5.
- Книш М. М., Мамчур О. І. Регіональна економічна і соціальна географія світу (Латинська Америка та Карибські країни, Африка, Азія, Океанія) : навч. посіб. — Л. : ЛНУ ім. Івана Франка, 2013. — 368 с. — ISBN 978-617-10-0007-0.
- Кузик С. П., Книш М. М. Економічна і соціальна географія країн Америки : навч. посіб. — Л. : ЛНУ ім. Івана Франка, 1999. — 299 с. — ISBN 966-613-026-2.
- Юрківський В. М. Регіональна економічна і соціальна географія. Зарубіжні країни : Підручник. — К. : Либідь, 2001. — 416 с. — ISBN 966-06-0092-5.

### Англійською
- (англ.) Modern Transport Geography / Hoyle, B. and R. Knowles (eds). — Second Edition,. — London : Wiley, 1998.
- (англ.) Rodrigue, J-P. The Geography of Transport Systems. — Fourth Edition. — N. Y. : Routledge, 2017. — 440 с. — ISBN 978-1138669574.
- (англ.) Taaffe E. J., Gauthier H. L. and O'Kelly M. E. Geography of transportation. — Second Edition. — N. Y. : Prentice Hall, 1996. — ISBN 0-13-368572-1.
- (англ.) Black, W. Transportation: A Geographical Analysis. — N. Y. : Guilford, 2003.

### Російською
- (рос.) Куба // Латинская Америка. Энциклопедический справочник [в 2-х тт.] / Главный редактор В. В. Вольский. — М. : Советская энциклопедия, 1982. — Т. 2. К-Я. — С. 83.
- (рос.) Максаковский В. П. Географическая картина мира. Книга I: Общая характеристика мира. — М. : Дрофа, 2008. — 495 с. — ISBN 978-5-358-05275-8.
- (рос.) Максаковский В. П. Географическая картина мира. Книга II: Региональная характеристика мира. — М. : Дрофа, 2009. — 480 с. — ISBN 978-5-358-06280-1.
- (рос.) Физико-географический атлас мира. — М. : Академия наук СССР и главное управление геодезии и картографии ГГК СССР, 1964. — 298 с.
- (рос.) Шаповал Н. С. Транспортная география и транспортные системы мира : учебное пособие. — К. : Центр учбової літератури, 2006. — 188 с. — ISBN 000-0000-00-4.
- (рос.) Экономическая, социальная и политическая география мира. Регионы и страны / под ред. С. Б. Лаврова, Н. В. Каледина. — М. : Гардарики, 2002. — 928 с. — ISBN 5-8297-0039-5.
- (рос.) Энциклопедия стран мира / глав. ред. Н. А. Симония. — М. : НПО «Экономика» РАН, отделение общественных наук, 2004. — 1319 с. — ISBN 5-282-02318-0.